# Tom Aspinall
Pour les articles homonymes, voir Aspinall.
Thomas Paul Aspinall, né le 11 avril 1993 à Atherton (Angleterre), est un pratiquant britannique d'arts martiaux mixtes (MMA). Il combat actuellement dans la catégorie des poids lourds de l'Ultimate Fighting Championship (UFC), où il est actuellement le champion du monde depuis le 22 juin 2025.

## Biographie

### Jeunesse et débuts en jiu-jitsu brésilien
Thomas Paul Aspinall naît le 11 avril 1993 à Atherton, dans le comté du Grand Manchester, en Angleterre. Il suit les traces de son père en commençant à s'entraîner aux arts martiaux à l'âge de sept ans. Après s'être entraîné à la lutte et à la boxe, Tom Aspinall décide de se tourner vers le jiu-jitsu brésilien. Il a remporté l'Open britannique de jiu-jitsu brésilien dans toutes les catégories de ceinture, à l'exception de la ceinture noire. Après que son père soit devenu l'instructeur de ju-jitsu de l'équipe Kaobon, Tom Aspinall s'intéresse aux arts martiaux mixtes (MMA) et a fini par s'orienter vers ce sport. Au cours de l'année qui suit la fin de sa scolarité, à l'âge de 16 ans, Tom Aspinall passe de 1,73 m à 1,96 m. Cela lui provoque alors d'intenses douleurs de croissance.

### Carrière dans les arts martiaux mixtes

#### Débuts (2014-2019)
Le 13 décembre 2014, il affronte le Polonais Michał Piszczek à Manchester, en Angleterre, et remporte le combat par KO technique. Le 21 février 2015, il affronte l'Anglais Ricky King à Wolverhampton, en Angleterre, et remporte le combat par soumission. Le 28 mars 2015, il affronte l'Indien Satisch Jhamai à Blackpool, en Angleterre, et remporte le combat par KO technique.
Le 13 juin 2015, il affronte l'Anglais Stuart Austin à Birmingham, en Angleterre, et perd le combat par soumission. Le 5 mars 2016, il affronte l'Anglais Adrian Ruskac à Bolton, en Angleterre, et remporte le combat par KO technique. Le 14 mai 2016, il affronte le Polonais Łukasz Parobiec à Birmingham, en Angleterre, et perd le combat par disqualification à la suite d'un coup de coude illégal.
Le 18 juin 2016, il affronte le Polonais Kamil Bazelak à Bolton, en Angleterre, et remporte le combat par KO. Le 16 février 2019, il affronte le Français Sofiane Boukichou à Liverpool, en Angleterre, et remporte le combat par KO technique. Le 28 septembre 2019, il affronte le Français Mickael Ben Hamouda à Liverpool, en Angleterre, et remporte le combat par KO technique.

#### Ultimate Fighting Championship (depuis 2020)
Le 26 juillet 2020, il affronte l'Américain Jake Collier à Abou Dabi, aux Émirats arabes unis, et remporte le combat par KO technique. Sa prestation est désignée Performance de la soirée. Le 10 octobre 2020, il affronte le Français Alan Baudot à Abou Dabi, aux Émirats arabes unis, et remporte le combat par KO technique. Le 20 février 2021, il affronte le Biélorusse Andrei Arlovski à Las Vegas, dans le Nevada, et remporte le combat par soumission. Sa prestation est désignée Performance de la soirée.
Le 4 septembre 2021, il affronte le Moldave Serghei Spivac à Las Vegas, dans le Nevada, et remporte le combat par KO technique. Sa prestation est désignée Performance de la soirée. Le 19 mars 2022, il affronte le Russe Alexander Volkov à Londres, en Angleterre, et remporte le combat par soumission. Sa prestation est désignée Performance de la soirée. Le 23 juillet 2022, il affronte l'Américain Curtis Blaydes à Londres, en Angleterre, et perd le combat par KO technique à la suite d'une blessure au genou droit après un low kick.
Le 22 juillet 2023, Aspinall affronte le Polonais Marcin Tybura à Londres, en Angleterre, et remporte le combat par KO technique. Sa prestation est désignée Performance de la soirée.
Le 11 novembre 2023, il vainc le Russe Sergei Pavlovich par KO au 1er round pour remporter le titre intérimaire des poids lourds de l'UFC,. Sa prestation est également désignée Performance de la soirée.
Le 28 juillet 2024, il défend son titre intérimaire avec succès en venant à bout de Curtis Blaydes par KO, à la 60e seconde du 1er round.

## Palmarès en arts martiaux mixtes

### Distinctions
- Ultimate Fighting Championship
  - Performance de la soirée (× 5) : face à Jake Collier, Andrei Arlovski, Serghei Spivac, Alexander Volkov, Marcin Tybura, Sergei Pavlovich et Curtis Blaydes[14],[17],[19],[21],[24],[27].

### Historique des combats
| 18 combats           | 15 victoires | 3 défaites |
| Par KO               | 12           | 1          |
| Par soumission       | 3            | 1          |
| Sur décision         | 0            | 0          |
| Par disqualification | 0            | 1          |

| Résultat | Record | Adversaire          | Méthode                                  | Événement                                   | Date              | Round | Temps | Lieu                                   | Notes                                                                              |
| -------- | ------ | ------------------- | ---------------------------------------- | ------------------------------------------- | ----------------- | ----- | ----- | -------------------------------------- | ---------------------------------------------------------------------------------- |
| Victoire | 15-3   | Curtis Blaydes      | TKO (coups de poing)                     | UFC 304: Edwards vs. Muhammad II            | 28 juillet 2024   | 1     | 1:00  | Manchester, Angleterre, Royaume-Uni    | Défend le titre intérimaire des poids-lourds de l’UFC. Performance de la soirée.   |
| Victoire | 14-3   | Sergei Pavlovich    | KO (coups de poing)                      | UFC 295: Procházka vs. Pereira              | 11 novembre 2023  | 1     | 1:09  | New York, État de New York, États-Unis | Remporte le titre intérimaire des poids-lourds de l’UFC. Performance de la soirée. |
| Victoire | 13-3   | Marcin Tybura       | KO (coups de poing)                      | UFC Fight Night: Aspinall vs. Tybura        | 22 juillet 2023   | 1     | 1:13  | Londres, Angleterre, Royaume-Uni       | Performance de la soirée.                                                          |
| Défaite  | 12-3   | Curtis Blaydes      | TKO (blessure)                           | UFC Fight Night: Blaydes vs. Aspinall       | 23 juillet 2022   | 1     | 0:15  | Londres, Angleterre, Royaume-Uni       | Tom Aspinall se blesse tout seul au genou.                                         |
| Victoire | 12-2   | Alexander Volkov    | Soumission (kimura)                      | UFC Fight Night: Volkov vs. Aspinall        | 19 mars 2022      | 1     | 3:45  | Londres, Angleterre, Royaume-Uni       | Performance de la soirée.                                                          |
| Victoire | 11-2   | Serghei Spivac      | KO (coup de poing)                       | UFC Fight Night: Brunson vs. Till           | 4 septembre 2021  | 1     | 2:30  | Las Vegas, Nevada, États-Unis          | Performance de la soirée.                                                          |
| Victoire | 10-2   | Andrei Arlovski     | Soumission (étranglement arrière)        | UFC Fight Night: Aspinall vs. Arlovski      | 20 février 2021   | 2     | 1:09  | Las Vegas, Nevada, États-Unis          | Performance de la soirée.                                                          |
| Victoire | 9-2    | Alan Baudot         | KO (coups de poing)                      | UFC Fight Night: Moraes vs. Sandhagen       | 10 octobre 2020   | 1     | 1:35  | Abou Dabi, Émirats arabes unis         |                                                                                    |
| Victoire | 8-2    | Jake Collier        | KO (coups de poing)                      | UFC on ESPN: Whittaker vs. Till             | 26 juillet 2020   | 1     | 0:45  | Abou Dabi, Émirats arabes unis         | Performance de la soirée.                                                          |
| Victoire | 7-2    | Mickael Ben Hamouda | TKO (coups de poing)                     | Cage Warriors 107: Aspinall vs. Ben Hamouda | 28 septembre 2019 | 1     | 0:56  | Liverpool, Angleterre, Royaume-Uni     |                                                                                    |
| Victoire | 6-2    | Sofiane Boukichou   | TKO (blessure à la jambe)                | Cage Warriors 101: Aspinall vs. Boukichou   | 16 février 2019   | 1     | 1:21  | Liverpool, Angleterre, Royaume-Uni     |                                                                                    |
| Victoire | 5-2    | Kamil Bazelak       | KO (coup de poing)                       | Full Contact Contender 16                   | 18 juin 2016      | 1     | 1:16  | Bolton, Angleterre, Royaume-Uni        |                                                                                    |
| Défaite  | 4-2    | Łukasz Parobiec     | Disqualification (coup de coude illégal) | BAMMA 25: Champion vs. Champion             | 14 mai 2016       | 2     | 3:33  | Birmingham, Angleterre, Royaume-Uni    |                                                                                    |
| Victoire | 4-1    | Adrian Ruskac       | TKO (coups de poing)                     | Full Contact Contender 15                   | 5 mars 2016       | 1     | 1:05  | Bolton, Angleterre, Royaume-Uni        |                                                                                    |
| Défaite  | 3-1    | Stuart Austin       | Soumission (clé de talon)                | BAMMA 21: DeVent Vs. Kone                   | 13 juin 2015      | 2     | 3:59  | Birmingham, Angleterre, Royaume-Uni    |                                                                                    |
| Victoire | 3-0    | Satisch Jhamai      | TKO (coups de poing)                     | BAMMA 19: Petley vs. Stapleton              | 28 mars 2015      | 1     | 0:09  | Blackpool, Angleterre, Royaume-Uni     |                                                                                    |
| Victoire | 2-0    | Ricky King          | Soumission (clé de talon)                | BAMMA 18: Duquesnoy Vs. Klaczek             | 21 février 2015   | 1     | 0:49  | Wolverhampton, Angleterre, Royaume-Uni |                                                                                    |
| Victoire | 1-0    | Michał Piszczek     | TKO (coups de poing)                     | MMA Versus UK                               | 13 décembre 2014  | 1     | 0:15  | Manchester, Angleterre, Royaume-Uni    |                                                                                    |